# Poranki Muzyczne
Poranki Muzyczne – comiesięczne, niedzielne cykle audycji muzycznych dla dzieci i rodziców, organizowane od 1994 przez Akademię Muzyczną im. Feliksa Nowowiejskiego w Bydgoszczy.

## Charakterystyka
Impreza powstała z inicjatywy Wydziału Dyrygentury Chóralnej i Edukacji Muzycznej Akademii Muzycznej im. Feliksa Nowowiejskiego w Bydgoszczy. Są to comiesięczne, niedzielne cykle audycji, stanowiące warsztat praktyczny dla studentów, przyszłych nauczycieli szkół i przedszkoli. Stanowią ponadto atrakcyjną formę umuzykalnienia dzieci i młodzieży w wieku od 3 do 10 lat. Od 1999 organizowane są także audycje dla dzieci niepełnosprawnych w ramach projektów integracyjnych. 
Głównym celem niedzielnych „Poranków” jest włączenie dzieci do aktywnego muzykowania poprzez ich występy, śpiew, branie udziału w zabawach i konkursach. Ich tematyka jest za każdym razem inna. Koncerty odbywają się w sali koncertowej Akademii Muzycznej przy ul. Staszica 3. Artystami występującymi na estradzie są studenci Akademii Muzycznej oraz dzieci ze szkół i przedszkoli w Bydgoszczy.
Inną formę niedzielnych poranków muzycznych realizuje Filharmonia Pomorska im. I.J. Paderewskiego. W foyer lub sali kameralnej tej instytucji odbywają się kameralne koncerty, przeważnie „Capelli Bydgostiensis” z udziałem solistów.